# Mendicidad

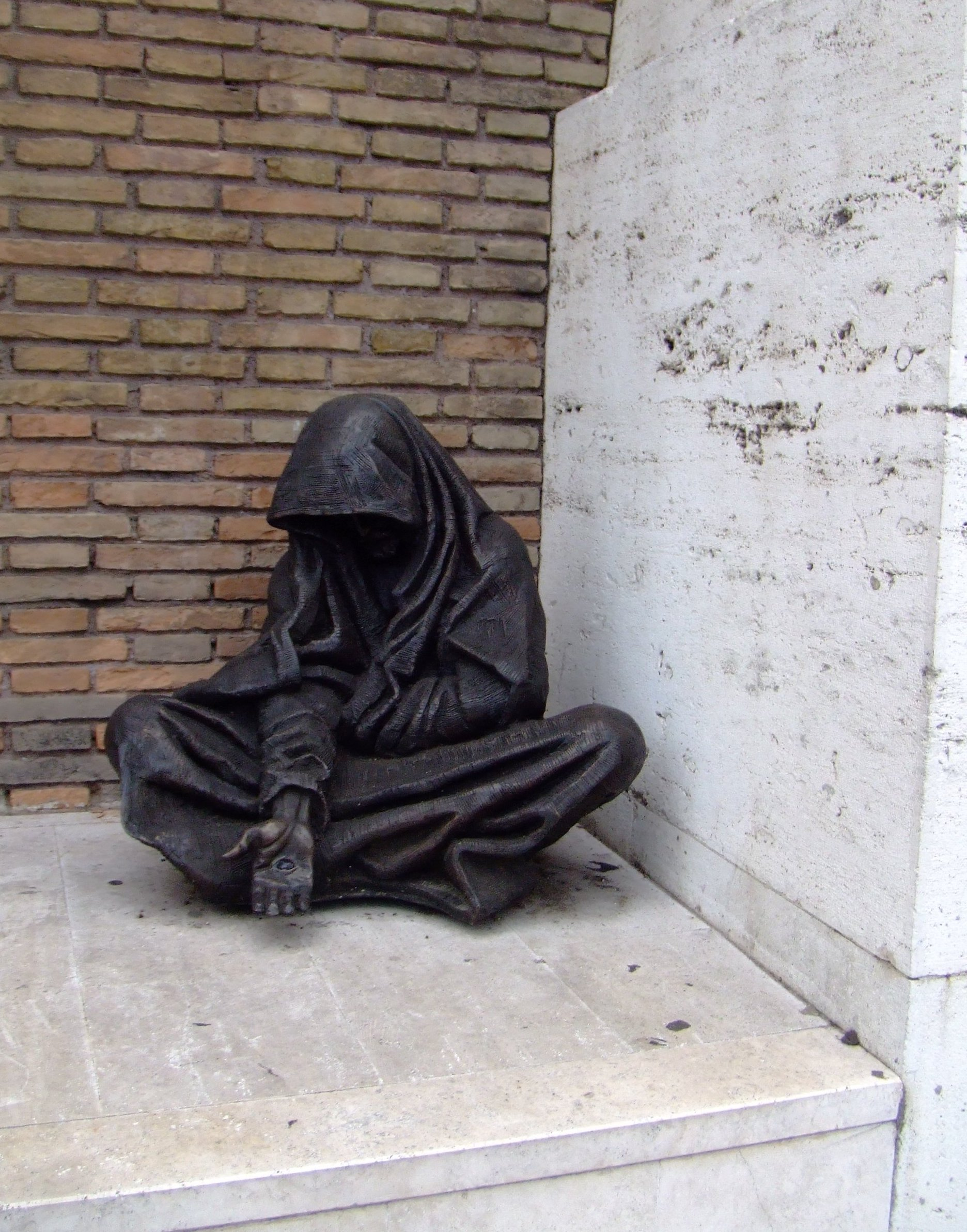
Escultura de un mendigo en el Hospital Santo Spirito en Roma, Italia.

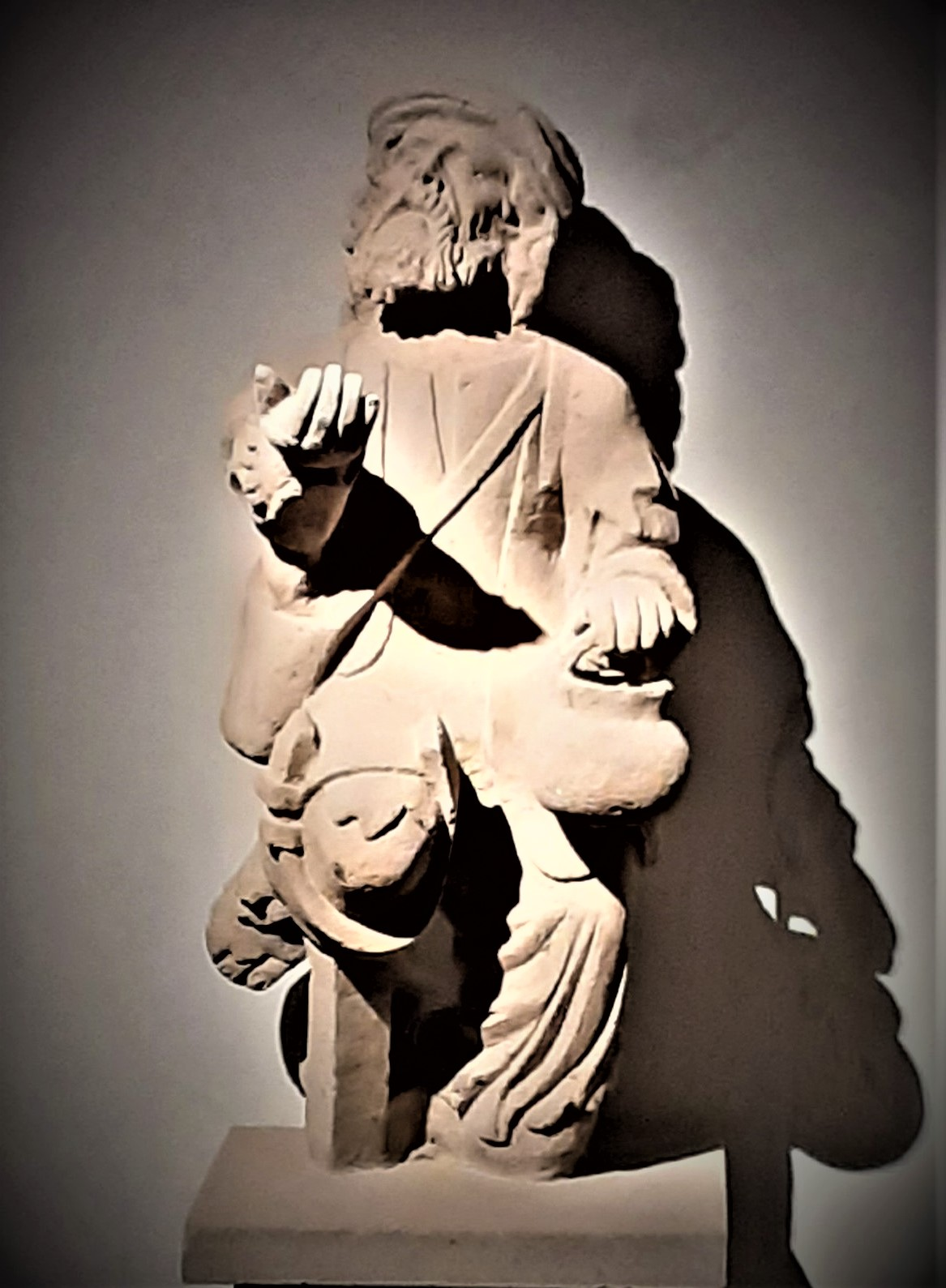
Mendigo lisiado, escultura colonial, México..

La mendicidad es la práctica de pedir limosna. Para que la mendicidad tenga lugar se tiene que haber dos partes, el mendigo y el que da, que es considerado como benefactor. Esta práctica puede generar una serie interacciones simbólicas, psicológicas, materiales o emocionales, esta actividad incluye a todas las personas cuya situación es la desigualdad social y económica y por tanto la pobreza, el desempleo y el desarraigo por carecer de ingresos para vivir. La mendicidad, en un contexto religioso, también puede ejercerse por voluntad propia, como en el caso de las órdenes mendicantes.

## Causas de la mendicidad
La mendicidad es común a todos los países, sociedades y economías, puede llegar a alcanzar un grado cruento en el Tercer Mundo. La desigualdad social, el desempleo, explotación laboral, diversos accidentes, migraciones, la avanzada edad, el vagabundeo y auto-ENFERMO, las enfermedades mentales e incluso la negativa a recibir ayuda, son algunos de los motivos más frecuentes.
Además, la mendicidad infantil es la que más se intenta frenar desde las autoridades gubernamentales ya que afecta a menores.